# 弗烏雷伊
弗烏雷伊是羅馬尼亞的城鎮，位於該國東部布澤烏河畔，距離首府布勒伊拉60公里，由布勒伊拉縣負責管轄，海拔高度42米，面積18.56平方公里，2007年人口4,114。
45°05′03″N 27°16′22″E / 45.0842°N 27.2728°E